# 伊勢貞衡
伊勢 貞衡（いせ さだひら）は、江戸時代の旗本。

## 概要
初め豊臣秀頼に仕え、大坂の陣による大坂城落城の後、千姫の招聘により二条城に住む。その後、徳川家康が二条城を訪れた際に拝謁し、京都武者小路に宅地を与えられる。寛永14年（1637年）3月28日、従母・春日局の申し立てにより徳川家光に仕え、旗本寄合席に列する。寛永16年（1639年）9月21日、家光の長女・千代姫が徳川光友に嫁いだ際には、その儀式を担当した。その後、仰せにより、騎射三物（犬追物・笠懸・流鏑馬）などに関する家伝の書籍118巻を、息子・貞守や弟子と共に書写し、それを献じた。貞享2年（1685年）3月9日、徳川綱吉の長女・鶴姫が徳川綱教に嫁いだ際にも儀式を担当し、時服と黄金を賜った。
元禄元年（1688年）12月9日に致仕し、元禄2年（1689年）11月7日に85歳で死去した。